# Élection présidentielle dominicaine de 2016
L'élection présidentielle dominicaine de 2016 a lieu le 16 mai afin d'élire le président et le vice-président de la République dominicaine. Des élections législatives et sénatoriales ont lieu en même temps que le premier tour. C'est la première fois que l'élection présidentielle a lieu en même temps que les autres scrutins.
Danilo Medina est réélu à la présidence de la République avec 61,74 % des voix.

## Contexte
La République dominicaine doit faire face à une corruption élevée, aux inégalités et à la criminalité souvent liée au narcotrafic. Le pays est une plate-forme de réexportation de la cocaïne vers les États-Unis et l’Europe.
Le Parti de la libération dominicaine (PLD), au pouvoir, exerce son contrôle sur l’ensemble des pouvoirs, exécutif, législatif, judiciaire et médiatique. Ses cadres bénéficie d'une impunité face à la justice, malgré les fréquentes affaires de corruption. Le PLD est ainsi parfois comparé au Parti révolutionnaire institutionnel mexicain.

## Campagne
Les grands médias ont globalement occulté les affaires de corruption liées à l’entreprise brésilienne Odebrecht. Une vidéo dénonçant le scandale, réalisée par l'opposition, a été censurée par José Luis Corripio, l’un des hommes les plus riches du pays et propriétaire de plusieurs chaînes de télévision, de stations de radio et de la majorité des quotidiens.
L’organisation Participation citoyenne a déploré « l’iniquité de la campagne, fruit d’une concentration disproportionnée de ressources aux mains du parti au pouvoir ». L'organisation a par ailleurs relevé une forte augmentation du déficit fiscal provoqué par le recrutement de « personnel transitoire » dans les administrations et la multiplication des travaux publics à des fins électoralistes.

## Résultats
| Candidat                 | Candidat                 | Parti                    | Voix      | %     |
| ------------------------ | ------------------------ | ------------------------ | --------- | ----- |
|                          | Danilo Medina            | PLD et alliés            | 2 847 414 | 61,74 |
|                          | Luis Abinader            | PRM et alliés            | 1 613 207 | 34,98 |
|                          | Guillermo Moreno         | ALPAIS                   | 84 399    | 1,83  |
|                          | Elias Wessin Chavez      | PQDC                     | 20 422    | 0,44  |
|                          | Pelegrin Castillo        | FNP                      | 16 283    | 0,35  |
|                          | Minou Tavarez Mirabal    | APD                      | 16 254    | 0,35  |
|                          | Hatuey De Camps          | PRSD                     | 8 264     | 0,18  |
|                          | Soraya Aquino            | PUN                      | 5 677     | 0,12  |
|                          |                          |                          |           |       |
| Votes valides            | Votes valides            | Votes valides            | 4 611 920 | 97,94 |
| Votes blancs et nuls     | Votes blancs et nuls     | Votes blancs et nuls     | 96 826    | 2,06  |
| Total                    | Total                    | Total                    | 4 708 746 | 100   |
| Abstention               | Abstention               | Abstention               | 2 056 499 | 30,40 |
| Inscrits / participation | Inscrits / participation | Inscrits / participation | 6 765 245 | 69,60 |